# Österreichische Staatsmeisterschaften in der Leichtathletik 2017
Die Österreichischen Staatsmeisterschaften 2017 in der Leichtathletik (auch: Österreichische Leichtathletikstaatsmeisterschaften oder Österreichische Leichtathletik-Staatsmeisterschaften) sowie die ÖM Langstaffeln U18 fanden am 8. und 9. Juli 2017 im städtischen Stadion von Linz statt.

## Frauen

### 100 m
| Platz | Athletin            | Zeit (s) |
| ----- | ------------------- | -------- |
| 1     | Viola Kleiser       | 11,52    |
| 2     | Alexandra Toth      | 11,67    |
| 3     | Savannah Mapalagama | 11,97    |

### 200 m
| Platz | Athletin      | Zeit (s) |
| ----- | ------------- | -------- |
| 1     | Viola Kleiser | 23,66    |
| 2     | Ivona Dadic   | 23,69    |
| 3     | Susanne Walli | 24,18    |

### 400 m
| Platz | Athletin           | Zeit (s) |
| ----- | ------------------ | -------- |
| 1     | Susanne Walli      | 54,39    |
| 2     | Carina Schrempf    | 56,21    |
| 3     | Julia Schwarzinger | 56,69    |

### 800 m
| Platz | Athletin           | Zeit (min) |
| ----- | ------------------ | ---------- |
| 1     | Carina Schrempf    | 2:13,39    |
| 2     | Laura Ripfel       | 2:14,28    |
| 3     | Cornelia Wohlfahrt | 2:14,35    |

### 1500 m
| Platz | Athletin           | Zeit (min) |
| ----- | ------------------ | ---------- |
| 1     | Anna Baumgartner   | 4:48,16    |
| 2     | Cornelia Wohlfahrt | 4:50,52    |
| 3     | Ylva Traxler       | 4:50,70    |

### 5000 m
| Platz | Athletin          | Zeit (min) |
| ----- | ----------------- | ---------- |
| 1     | Julia Mayer       | 17:48,70   |
| 2     | Katharina Kreundl | 17:48,72   |
| 3     | Jasmin Zweimüller | 19:03,09   |

### 100 m Hürden (84,0)
| Platz | Athletin      | Zeit (s) |
| ----- | ------------- | -------- |
| 1     | Beate Schrott | 13,43    |
| 2     | Eva Wimberger | 13,72    |
| 3     | Yvonne Zapfel | 13,92    |

### 400 m Hürden (76,2)
| Platz | Athletin       | Zeit (s) |
| ----- | -------------- | -------- |
| 1     | Lena Pressler  | 61,61    |
| 2     | Magdalena Baur | 63,02    |
| 3     | Thea Grubesic  | 63,62    |

### 4 × 100 m
| Platz | Athletinnen                                                                           | Zeit (s) |
| ----- | ------------------------------------------------------------------------------------- | -------- |
| 1     | Eva Wimberger, Viola Kleiser, Beate Schrott, Ivona Dadic (UNION St. Pölten)           | 45,91    |
| 2     | Julia Schwarzinger, Sarah Lagger, Susanne Walli, Johanna Plank (TGW Zehnkampf-Union)  | 46,50    |
| 3     | Linda Hinterreiter, Katharina Taitl, Lisa Wiesmayr, Jana Schnabel (ULC Linz Oberbank) | 49,21    |

### Hochsprung
| Platz | Athletin             | Höhe (m) |
| ----- | -------------------- | -------- |
| 1     | Ekaterina Krasovskiy | 1,83     |
| 2     | Ivona Dadic          | 1,83     |
| 3     | Idia Ohenhen         | 1,74     |

### Stabhochsprung
| Platz | Athletin       | Höhe (m) |
| ----- | -------------- | -------- |
| 1     | Brigitta Hesch | 4,15     |
| 2     | Agnes Hodi     | 4,05     |
| 3     | Katrin Preiner | 3,50     |

### Weitsprung
| Platz | Athletin          | Weite (m) |
| ----- | ----------------- | --------- |
| 1     | Sarah Lagger      | 6,28      |
| 2     | Karin Strametz    | 6,19      |
| 3     | Ingeborg Grünwald | 6,05      |

### Dreisprung
| Platz | Athletin        | Weite (m) |
| ----- | --------------- | --------- |
| 1     | Michaela Egger  | 12,80     |
| 2     | Magdalena Macht | 12,41     |
| 3     | Catina JoAhrer  | 11,86     |

### Kugel (4,00) kg
| Platz | Athletin             | Weite (m) |
| ----- | -------------------- | --------- |
| 1     | Ivona Dadic          | 14,44     |
| 2     | Djeneba Touré        | 14,08     |
| 3     | Christina Scheffauer | 13,55     |

### Diskus (1,00 kg)
| Platz | Athletin              | Weite (m) |
| ----- | --------------------- | --------- |
| 1     | Veronika Watzek       | 51,51     |
| 2     | Djeneba Touré         | 47,40     |
| 3     | Jordana Kakifukiamoko | 44,80     |

### Hammer (4,00 kg)
| Platz | Athletin             | Weite (m) |
| ----- | -------------------- | --------- |
| 1     | Christina Scheffauer | 53,58     |
| 2     | Bettina Weber        | 52,91     |
| 3     | Jacqueline Röbl      | 51,87     |

### Speer (600 gr)
| Platz | Athletin            | Weite (m) |
| ----- | ------------------- | --------- |
| 1     | Victoria Hudson     | 47,84     |
| 2     | Sarah Lagger        | 44,36     |
| 3     | Magdalena Dielacher | 43,37     |

### 3 × 800 m (wU18)
| Platz | Athletinnen                                                         | Zeit (min) |
| ----- | ------------------------------------------------------------------- | ---------- |
| 1     | Jennifer Paulic, Lisa Posch, Anna Mager (TS Bregenz-Vorkloster)     | 7:18,43    |
| 2     | Lotte Luise Seiler, Lara Maggele, Maureen Wundsam (KSV alutechnik)  | 7:23,11    |
| 3     | Samantha Jany, Carolin Sobotka, Adriana Höller (SVS-Leichtathletik) | 7:30,48    |

## Männer

### 100 m
| Platz | Athlet             | Zeit (s) |
| ----- | ------------------ | -------- |
| 1     | Markus Fuchs       | 10,45    |
| 2     | Christoph Haslauer | 10,78    |
| 3     | Maximilian Münzker | 10,96    |

### 200 m
| Platz | Athlet          | Zeit (s) |
| ----- | --------------- | -------- |
| 1     | Markus Fuchs    | 21,23    |
| 2     | Dominik Hufnagl | 21,56    |
| 3     | Mario Gebhardt  | 21,65    |

### 400 m
| Platz | Athlet          | Zeit (s) |
| ----- | --------------- | -------- |
| 1     | Dominik Hufnagl | 47,06    |
| 2     | Mario Gebhardt  | 47,56    |
| 3     | Markus Kornfeld | 47,98    |

### 800 m
| Platz | Athlet             | Zeit (min) |
| ----- | ------------------ | ---------- |
| 1     | Dominik Stadlmann  | 1:53,51    |
| 2     | Paul Stüger        | 1:54,34    |
| 3     | Maximilian Trummer | 1:54,57    |

### 1500 m
| Platz | Athlet             | Zeit (min) |
| ----- | ------------------ | ---------- |
| 1     | Andreas Vojta      | 3:50,81    |
| 2     | Brenton Rowe       | 3:52,56    |
| 3     | Maximilian Trummer | 3:53,39    |

### 5000 m
| Platz | Athlet             | Zeit (min) |
| ----- | ------------------ | ---------- |
| 1     | Andreas Vojta      | 14:33,76   |
| 2     | Brenton Rowe       | 14:39,32   |
| 3     | Stephan Listabarth | 14:48,03   |

### 110 m Hürden (106,7)
| Platz | Athlet          | Zeit (s) |
| ----- | --------------- | -------- |
| 1     | Florian Domenig | 14,45    |
| 2     | Martin Kainrath | 14,55    |
| 3     | Julian Eß       | 15,24    |

### 400 m Hürden (91,4)
| Platz | Athlet          | Zeit (s) |
| ----- | --------------- | -------- |
| 1     | Markus Kornfeld | 51,59    |
| 2     | Tobias Müller   | 53,02    |
| 3     | Markus Karlin   | 54,64    |

### 4 × 100 m
| Platz | Athleten                                                                              | Zeit (s) |
| ----- | ------------------------------------------------------------------------------------- | -------- |
| 1     | Levin Gottl, Markus Fuchs, Andreas Meyer, Samuel Szihn (ULC - Riverside Mödling)      | 41,12    |
| 2     | Michael Szalay, Felix Einramhof, Dominik Hufnagl, David Markovic (SVS-Leichtathletik) | 42,17    |
| 3     | Ali Tastepe, Andreas Unger, Florian Domenig, Lukas Weilharter (DSG Volksbank Wien)    | 42,62    |

### Hochsprung
| Platz | Athlet            | Höhe (m) |
| ----- | ----------------- | -------- |
| 1     | Alexander Dengg   | 2,00     |
| 2     | Andreas Steinmetz | 1,97     |
| 3     | David Kleinheinz  | 1,94     |

### Stabhochsprung
| Platz | Athlet          | Höhe (m) |
| ----- | --------------- | -------- |
| 1     | Sebastian Ender | 5,05     |
| 2     | Florian Matzi   | 4,95     |
| 2     | Riccardo Klotz  | 4,95     |

### Weitsprung
| Platz | Athlet               | Weite (m) |
| ----- | -------------------- | --------- |
| 1     | Julian Kellerer      | 7,75      |
| 2     | Samuel Szihn         | 7,03      |
| 3     | Dominik Distelberger | 6,96      |

### Dreisprung
| Platz | Athlet              | Weite (m) |
| ----- | ------------------- | --------- |
| 1     | Roman Schmied       | 15,91     |
| 2     | Julian Kellerer     | 15,82     |
| 3     | Philipp Kronsteiner | 15,42     |

### Kugel (7,26) kg
| Platz | Athlet           | Weite (m) |
| ----- | ---------------- | --------- |
| 1     | Georg Stamminger | 15,45     |
| 2     | Gerhard Zillner  | 15,21     |
| 3     | Alexander Lang   | 14,37     |

### Diskus (2,0 kg)
| Platz | Athlet           | Weite (m) |
| ----- | ---------------- | --------- |
| 1     | Marco Cozzoli    | 45,60     |
| 2     | Armin Beham      | 42,88     |
| 3     | Johannes Pichler | 41,77     |

### Hammer (7,26 kg)
| Platz | Athlet         | Weite (m) |
| ----- | -------------- | --------- |
| 1     | Marco Cozzoli  | 61,91     |
| 2     | Matthias Hayek | 59,87     |
| 3     | Michael Hofer  | 53,85     |

### Speer (800 gr)
| Platz | Athlet           | Weite (m) |
| ----- | ---------------- | --------- |
| 1     | Matthias Kaserer | 62,04     |
| 2     | Martin Strasser  | 60,46     |
| 3     | Adam Wiener      | 58,83     |

### 3 × 1000 m (mU18)
| Platz | Athleten                                                              | Zeit (min) |
| ----- | --------------------------------------------------------------------- | ---------- |
| 1     | Julian Schlosser, Fabian Wolfram, Lukas Stuchetz (ATSV ÖMV Auersthal) | 8:18,80    |
| 2     | Johannes Striednig, Morgan Schusser, Florian Herbst (LAC Klagenfurt)  | 8:18,83    |
| 3     | Tobias Ofner, Felix Geieregger, David Affortunati (LTV Köflach)       | 8:28,34    |